# Associazione Nazional-Sociale
L'Associazione Nazional-Sociale (NSV - in tedesco: Nationalsozialer Verein) fu un partito politico dell'Impero tedesco fondato nel 1896 da Friedrich Naumann. Il suo programma combinò obiettivi nazionalisti, social-riformisti e liberali. Si sciolse dopo le elezioni del Reichstag del 1903.

## Storia
Politicamente, il pastore protestante Friedrich Naumann fu inizialmente un sostenitore del movimento cristiano-sociale del predicatore di corte Adolf Stoecker, anche se non aderì mai al suo Partito Cristiano Sociale, conservatore e antisemita. Dopo aver abbandonato Stoecker, Naumann, anche asotto l'influsso dalle teorie politiche di Max Weber, fondò nel 1896 l'Associazione Nazionale Sociale. Uno degli obiettivi principali del nuovo partito fu quello di avvicinare i lavoratori allo Stato costituito attraverso riforme politiche e sociali. Tra queste, la richiesta di una democratizzazione del sistema politico e di un "impero sociale". Anche una sorta di imperialismo moderato avrebbe giocato un ruolo importante. La divisione sociale per classi doveva essere superata per creare i presupposti per un ulteriore "sviluppo economico e politico del potere della nazione tedesca verso il mondo esterno". Lo slogan di Naumann "Da Bassermann a Bebel" divenne famoso. Con questa espressione auspicava un'alleanza di tutte le forze progressiste, dai socialdemocratici ai liberali di sinistra ed ai nazional-liberali, per giungere ad una riforma politica fondamentale, nel senso di una democratizzazione del sistema costituzionale. Sebbene questa richiesta sia stata molto discussa, non fu nemmeno parzialmente realizzata a livello del Reich. All'interno dell'Associazione Nazional-Sociale l'ala sinistra, corrente legata al pastore Paul Göhre, invocò ancora con più forza la collaborazione con i revisionisti socialdemocratici di Eduard Bernstein, ma, non avendo avuto molto successo, si unì all'SPD già nel 1898.
Su questa base ideologica sono emersi alcuni gruppi locali dell'associazione, ma Naumann non riuscì a conquistare una vera base di massa. L'associazione trovò sostenitori soprattutto tra i giovani più istruiti. Oltre a Naumann, l'avvocato Rudolph Sohm, lo studioso del Nuovo Testamento Caspar René Gregory, il giornalista Hellmut von Gerlach e il riformatore agrario Adolf Damaschke ebbero un importante ruolo nell'Associazione Nazionale Sociale.
Una roccaforte del partito fu la contea di Bentheim con la città di Lingen (Ems), nell'Emsland, dove, oltre alle classi medie, aderirono al partito soprattutto gli operai. A tal fine, Hellmut von Gerlach e il suo assistente Georg Schümer crearono associazioni di lavoratori con un ampio numero di iscritti a Schüttorf, Nordhorn, Gildehaus e Lingen. Alle loro file appartennero gli unici rappresentanti dei lavoratori ai congressi del Partito Nazional-Sociale. La lotta dell'Associazione Nazional-Sociale nella regione fu diretta soprattutto contro l'amministratore distrettuale liberal-conservatrice e gli industriali tessili nazionali-liberali. Alle elezioni del 1898 per la Camera dei Rappresentanti prussiana, votando clamorosamente per il centrista August Degen, impedirono a Hellmut von Gerlach di rappresentare il collegio elettorale di Lingen-Bentheim con l'appoggio del Centro. Fino ad allora il candidato del Centro ed i suoi alleati erano stati combattuti con tutti i mezzi, compresi quelli illegali. In questo caso fu evidente la pressione dei proprietari delle fabbriche sui Nazional-sociali che si difesero con l'aiuto della "Schüttorfer Zeitung", testata da loro acquistata.
Nelle elezioni del Reichstag del 1898, l'Associazione non ottenne alcun mandato. In quelle del 1903, iniziate con grandi speranze, solo Hellmut von Gerlach riuscì a conquistare un seggio nel collegio elettorale dell'Assia di Frankenberg con l'appoggio del Partito di Centro. La sconfitta del 1903 portò allo scioglimento dell'Associazione. La maggioranza degli iscritti, compreso il membro del Reichstag von Gerlach, si unirono all'Associazione Liberale. Solo nel Granducato di Baden i nazional-sociali continuarono ad esistere come organizzazione indipendente fino all'unificazione dei partiti liberali di sinistra nel Partito Popolare Progressista nel 1910.
In origine, il partito di Naumann doveva essere chiamato "Associazione Nazionalsocialista" (in tedesco: Nationalsozialistischer Verein). Il NSV viene solitamente inquadrato nell'area liberale e non è in alcun modo considerato un precursore del successivo nazionalsocialismo. Per Götz Aly, invece, Naumann non è l'ispiratore dell'antisemitismo hitleriano, ma il suo "nazional socialismo" con la sua "politica nazionalista del potere e del benessere del popolo" ha distorto il liberalismo "al di là di ogni riconoscimento" ed aveva mescolato "idee sociali, nazionali ed imperiali in una corrente intellettuale coesa" che in definitiva era in grado di mescolarsi con l'ideologia del NSDAP.